# Саламанка, Амайя
Ама́йя Салама́нка Уриса́р (исп. Amaia Salamanca Urizar; род. 28 марта 1986, Мадрид) — испанская актриса, известная своими ролями в таких фильмах и телесериалах, как «Без бюста нет рая», «Хрупкость» и «Гранд-отель».

## Биография
Амайя Саламанка родилась 28 марта 1986 года в Мадриде, Испания. В 2006 году прошла кастинг на роль Паулы в телесериале «SMS».
В 2008 году начинает сниматься в испанской адаптации телесериала «Без бюста нет рая», где исполняла роль Каталины. В 2009 году была вынуждена уйти из проекта в связи с занятостью в театральной постановке «Маркиза д'О». Также в 2009 году выходит фильм «Утечка мозгов» (Наталия).
18 марта 2010 года возвращается на большой экран в картине «Неудовлетворённое сексуальное напряжение», где играет роль Ребеки.
В 2011 году вышел первый сезон телесериала «Гранд-отель», где Амайя исполняет главную роль Алисии Аларкон.

## Фильмография
| Год       |   | Русское название                         | Оригинальное название      | Роль             |
| --------- | - | ---------------------------------------- | -------------------------- | ---------------- |
| 2006—2007 | с |                                          | SMS (Sin Miedo a Soñar)    | Паула            |
| 2005—2010 | с | Люди Пако                                | Los hombres de Paco        | Кристина         |
| 2009      | ф |                                          | Fuga de cerebros           | Наталия          |
| 2008—2009 | с |                                          | Sin tetas no hay paraíso   | Каталина         |
| 2009      | с |                                          | No estás sola, Sara        | Сара             |
| 2010      | ф | Неудовлетворённое сексуальное напряжение | Tensión sexual no resuelta | Кармен (Ребека)  |
| 2010      | с |                                          | Felipe y Letizia           | Летисия Ортис    |
| 2011      | с | Гранд-отель                              | Gran Hotel                 | Алисия Аларкон   |
| 2011      | ф | Шрамы 3D                                 | Paranormal Xperience 3D    | Анхела           |
| 2012      | ф |                                          | ¡Atraco!                   | Тереса           |
| 2016      | ф | Наши любовники                           | Nuestros amantes           | Мария            |
| 2017      | с | Военное время                            | Tiempos de guerra          | Джулия Баллестер |
| 2017      | с | Коллекция «Вельвет»                      | Velvet Colección           | Барбара          |
| 2018      | ф | Потерянная                               | Perdidae                   | Сирена/Надин     |
| 2019      | ф | Несмотря ни на что                       | A pesar de todo            | София            |
| 2019      | ф | Захочу и соскочу                         | Lo dejo cuando quiera      | Глория           |
| 2022      | ф | Человек из Рима                          | The Man from Rome          | Макарена Брунер  |

## Награды и премии
| Название             | Год  | Категория                                            | Фильм/телесериал         | Результат |
| -------------------- | ---- | ---------------------------------------------------- | ------------------------ | --------- |
| TP de Oro            | 2009 | Лучшая актриса                                       | Sin tetas no hay paraíso | Номинация |
| Fotogramas de Plata  | 2010 | Наиболее часто запрашиваемый исполнитель в Интернете |                          | Победа    |
| Spanish Actors Union | 2010 | Newcomer Award                                       | Sin tetas no hay paraíso | Номинация |
| TP de Oro            | 2012 | Лучшая актриса                                       | Гранд-отель              | Номинация |